# Poblado C-33 20 de Noviembre
Poblado C-33 20 de Noviembre är en ort i Mexiko.   Den ligger i kommunen Cárdenas och delstaten Tabasco, i den sydöstra delen av landet, 600 km öster om huvudstaden Mexico City. Poblado C-33 20 de Noviembre ligger 18 meter över havet och antalet invånare är 2 779.
Terrängen runt Poblado C-33 20 de Noviembre är mycket platt. Runt Poblado C-33 20 de Noviembre är det ganska glesbefolkat, med 47 invånare per kvadratkilometer. Närmaste större samhälle är C-32, 6,7 km öster om Poblado C-33 20 de Noviembre. Trakten runt Poblado C-33 20 de Noviembre består till största delen av jordbruksmark.